# Caladenia lodgeana
Caladenia lodgeana é uma espécie de orquídea, família Orchidaceae, do sudoeste da Austrália, onde crescem em grupos esparsos ou, por vezes, formam grandes colônias, em bosques, áreas reflorestadas, ou de vegetação arbustiva,charnecas, e afloramentos de granito, em áreas de solo bem drenado mas ocasionalmente em áreas sazonalmente alagadiças. Pertence a um grupo de cerca de quarenta espécies, tratadas por David Jones como Alliance Clubbed Spider do gênero Arachnorchis, que distingue-se dos outros grupos de Caladenia por apresentar diferente tipo de pubescência nas folhas e inflorescências, por suas flores grandes, de sépalas e pétalas atenuadas, longas, com verrugas clavadas na extremidade, labelo pendurado firmemente com dentes marginais do labelo curtos, com evidentes espessamentos apicais clavados; e células osmofóricas especializadas. São plantas com uma única folha basal pubescente com marcas proeminentes púrpura perto da base, e uma inflorescência rija, fina e densamente pubescente, com uma ou poucas flores, que vagamente lembram uma aranha, muito estreitas, caudadas, e bem esparramadas, normalmente pendentes. Em conjunto formam grupo bem vistoso  quando sua floração é estimulada por incêndios de verão.

## Publicação e sinônimos
- Caladenia lodgeana Hopper & A.P.Br., Nuytsia 14: 101 (2001).

Sinônimos homotípicos:
- Arachnorchis lodgeana (Hopper & A.P.Br.) D.L.Jones & M.A.Clem., Orchadian 13: 452 (2002).
- Calonemorchis lodgeana (Hopper & A.P.Br.) Szlach. & Rutk., Richardiana 3: 95 (2003).